# His Better Self (film 1911 Turner)
His Better Self è un cortometraggio muto del 1911 scritto e diretto da Otis Turner:

## Produzione
Il film fu prodotto da William Nicholas Selig per la sua compagnia, la Selig Polyscope Company.

## Distribuzione
Distribuito dalla General Film Company, il film - un cortometraggio di una bobina - uscì nelle sale cinematografiche statunitensi il 20 ottobre 1911.